# Puertas Caspias

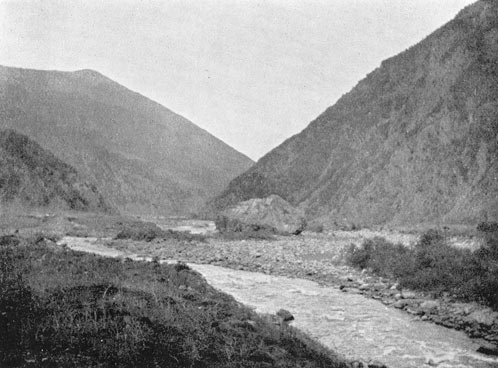
La garganta de Darial antes de 1906.

Las Puertas Caspias, también conocidas como Puertas de Hierro, son una barrera o muralla existente desde la Antigüedad para contener a los bárbaros. Generalmente se consideran como tales la red de fortificaciones de Derbent, en Rusia, que llegó a tener 30 torres que miraban hacia el norte, y que solían extenderse a lo largo de 40 kilómetros entre el mar Caspio y las montañas del Cáucaso, bloqueando con efectividad el paso a través del Cáucaso.
Derbent fue construido alrededor de la única fortaleza persa sasánida, que sirvió como una ubicación estratégica que protegía el imperio de ataques de los köktürks. Cuando estaba en uso, la inmensa muralla tenía hasta 20 metros de alto y un grosor de alrededor de 3 metros.
Normalmente se identifican estas Puertas Caspias con las «Puertas de Alejandro», una barrera legendaria supuestamente construida por Alejandro Magno en el Cáucaso para evitar que los incivilizados bárbaros del norte (asociados típicamente con Gog y Magog) invadieran la tierra del sur. Aunque las Puertas Caspias históricas no se construyeron hasta probablemente el reinado de Cosroes I en el siglo VI, mucho después del tiempo de Alejandro Magno, se le atribuyeron a él a lo largo de los siglos. Algunos eruditos defienden que podía haber existido una fortificación anterior construida durante el Imperio persa aqueménida (la región de hecho ha estado habitada durante 5.000 años). Si esto es cierto, agentes del Imperio de Alejandro bien podían haber visitado la zona o incluso haber fortalecido la estructura después de conquistar a los aqueménidas, aunque Alejandro personalmente nunca viajase tan al norte. 
Las puertas de Alejandro fueron un tema popular en la literatura de viaje medieval, comenzando con el Romance de Alejandro en una versión de quizás el siglo VI. El muro de Alejandro también se ha confundido con el Paso de Dariel o Darial. Una teoría alternativa la une con el llamado «Muro de Alejandro» (el Gran muro de Gorgan) en la orilla suroriental del mar Caspio, del que aún se conservan hoy 180 km, aunque en penoso estado de conservación. A lo largo de su viaje de vuelta desde el Qaraqorum en 1255, el fraile Guillermo de Rubrouck afirma pasar por ellas, pero se refiere a ellas con el nombre de Puertas de Hierro.
El nombre de Puertas Caspias originariamente se aplicó a la estrecha región en la esquina sureste del mar Caspio, a través del cual Alejandro de hecho marchó en su persecución de Besos, aunque no se detuvo a fortificarlo. Fue transferido a los pasos a través del Cáucaso, en el otro lado del Caspio, por los «historiadores» más a la moda de Alejandro.
En el Romance de Alejandro, Alejandro persigue a sus enemigos para pasar entre dos picos en el Cáucaso conocidos como los «Pechos del Mundo». Decide hacer prisioneras a las «naciones sucias» del norte, que incluyen Gog y Magog, tras un enorme muro de hierro. Con la ayuda de Dios, Alejandro y sus hombres cierran el estrecho paso, manteniendo a los poco civilizados Gog y Magog lejos del pillaje de las pacíficas tierras meridionales. La naturaleza del paso nunca está muy claro; algunas fuentes dicen que es un paso entre las montañas, mientras que otras dicen que es un paso entre los picos y el mar Caspio.
Una historia similar aparece en la azora al-Kahf (La cueva) 83-98 del Corán, donde el gran héroe Dhul-Qarnayn («El que tiene dos cuernos») construye un muro para proteger a la gente inocente a los pies de las montañas de Gog y Magog. Que esta historia aparezca en un relato de ficción antes de que se escribiera el Corán ha causado cierta controversia entre los eruditos islámicos, aunque algunos arguyen que «Dhul-Qarnayn» no se supone que sea Alejandro en modo alguno, sino más bien otro conquistador, anterior o posterior, normalmente Ciro el Grande.

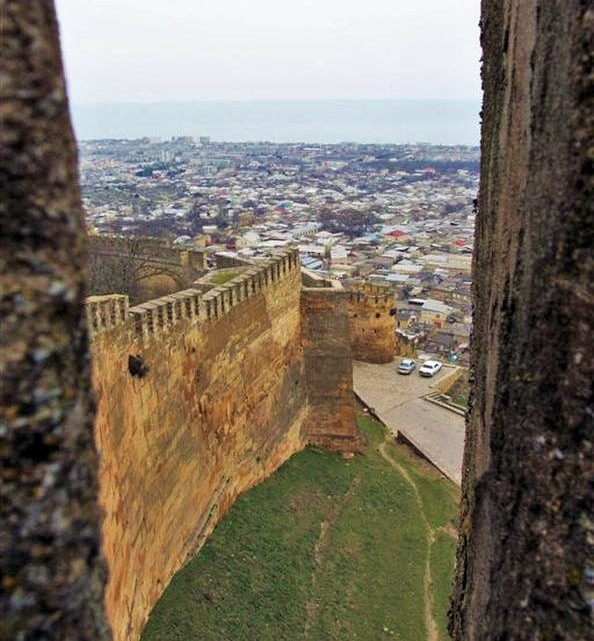
Las Puertas Caspias en Derbent, Rusia, son a menudo identificadas con las Puertas de Alejandro.

Durante la Edad Media, la historia de las Puertas de Alejandro estaba incluido en la literatura de viaje como Los viajes de Marco Polo y los Viajes de Sir John Mandeville. Las identidades de las naciones atrapadas detrás de la muralla no son siempre coherentes, sin embargo; Mandeville señala que Gog y Magog son realmente las Diez Tribus Perdidas de Israel, que emergerán de su prisión durante el Fin de los Tiempos y unirse con sus compañeros judíos para atacar a los cristianos. Marco Polo habla de las Puertas de Hierro de Alejandro, pero dice que los cumanos son los que están atrapados detrás de ellas. Menciona a Gog y Magog, sin embargo, ubicándolos al norte de Catai. Algunos estudiosos han tomado esto como una referencia indirecta y confusa a la Gran Muralla China, que no menciona de ninguna otra forma. Las Puertas de Alejandro pueden representar un intento de los occidentales de explicar historias de China de un gran rey que construyó una gran muralla. El conocimiento de las innovaciones chinas tales como la brújula y el Carro que apunta al sur se sabe que se difundió (y se confundió) por todas las rutas comerciales euroasiáticas.
La leyenda alemana medieval de los judíos rojos se basó en parte en historias de las Puertas de Alejandro. La leyenda desaparece antes del siglo XVII.